# Pogoniopsis
Pogoniopsis – rodzaj roślin jednoliściennych z rodziny storczykowatych (Orchidaceae). Obejmuje dwa gatunki występujące we wschodniej Brazylii. Oba są rzadko spotykanymi w naturze roślinami myko-heterotroficznymi.

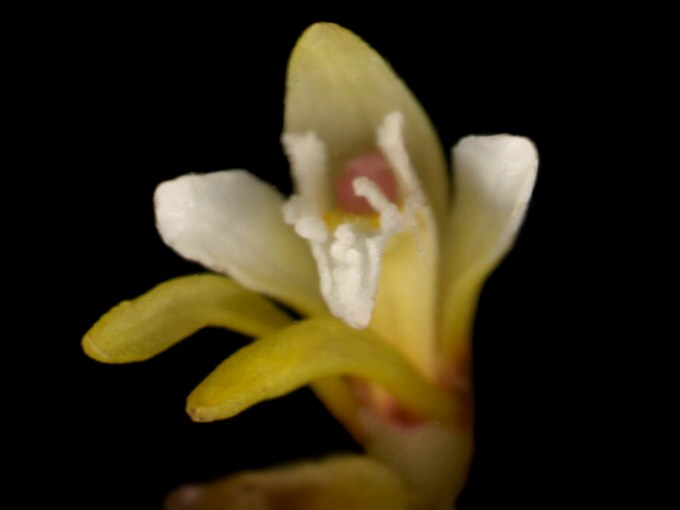
Kwiat P. schenkii

## Systematyka
Rodzaj przez długi czas miał niepewną pozycję systematyczną. Tradycyjnie zaliczany był zwykle do plemienia Pogonieae w podrodzinie waniliowych (Vanilloideae) Szlachetko. Późniejsze prace systematyczne wskazywały na silniejsze powiązania tego rodzaju z rodzajami Galeola i Cyrtosia z plemienia Vanilleae. Ostatecznie włączony został do podplemienia Triphorinae w plemieniu Triphoreae w podrodzinie epidendronowych Epidendroideae.
Wykaz gatunków
- Pogoniopsis nidus-avis Rchb.f.
- Pogoniopsis schenkii Cogn.